# منبع یونی

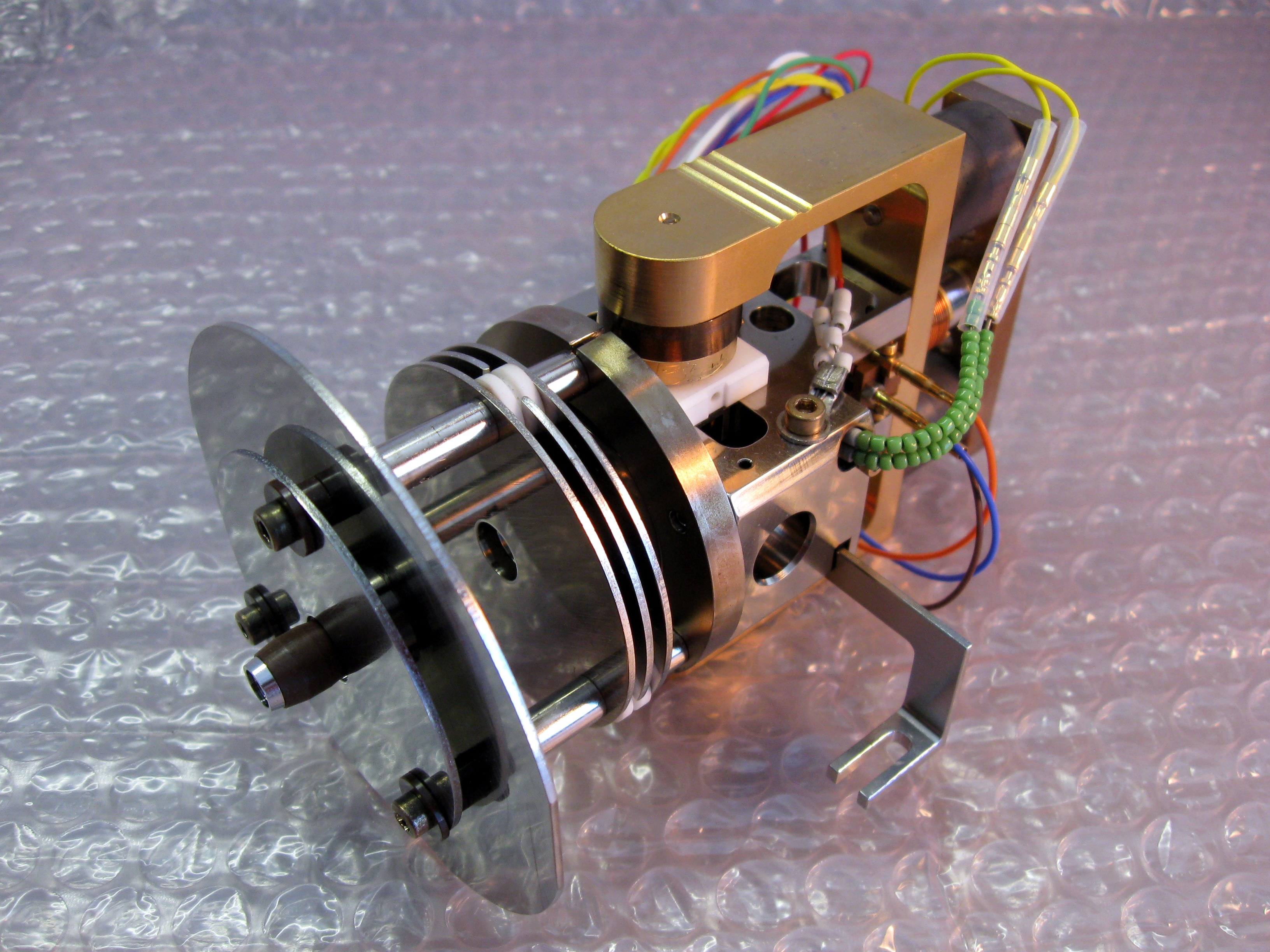
طیف سنج جرمی منبع یونی EI / CI

منبع یونی دستگاهی است که یونهای اتمی و مولکولی ایجاد می کند.  از منابع یونی برای تشکیل یون برای طیف سنج های جرمی ، طیف سنج های انتشار نوری ، شتاب دهنده های ذرات ، کاشت های یونی و موتورهای یونی استفاده می شود .

## یونیزاسیون الکترون

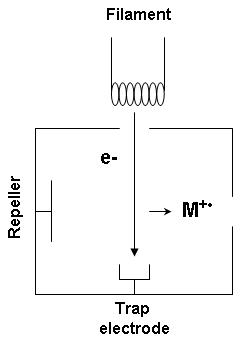
شماتیک منبع یونیزاسیون الکترون

یونیزاسیون الکترون به‌طور گسترده‌ای در طیف‌سنجی جرمی، به ویژه برای مولکول‌های آلی، استفاده می‌شود. واکنش فاز گاز تولید یونیزاسیون الکترون است
{\displaystyle {\ce {M{}+e^{-}->M^{+\bullet }{}+2e^{-}}}}
که در آن M اتم یا مولکول یونیزه شده‌است،{\displaystyle {\ce {e^-}}} الکترون است، و {\displaystyle {\ce {M^{+\bullet }}}} یون حاصل است.
الکترون‌ها ممکن است توسط تخلیه قوس بین کاتد و آند ایجاد شوند.
از یک منبع یونی پرتوی الکترون (EBIS) در فیزیک اتمی برای تولید یونهای با بار زیاد با بمباران اتم‌ها با یک پرتو الکترونی قدرتمند استفاده می‌شود. اصل عملکرد آن توسط دام یونی پرتو الکترون مشترک است.

## یونیزاسیون شیمیایی
یونیزاسیون شیمیایی (CI) فرایند با انرژی کمتری نسبت به یونش الکترونی است زیرا به جای حذف الکترون ، شامل واکنش های یون / مولکول است.  بازده انرژی پایین تر کمتر تکه تکه شدن ، و معمولاً دارای طیف ساده تری است. یک طیف CI معمولی دارای یون مولکولی است که به راحتی قابل شناسایی است. 

## کاربردها

### اصلاح سطح
- تمیز کردن سطح و پیش تصفیه برای رسوب سطح وسیع
- رسوب لایه نازک
- رسوب فیلم های کربن ضخیم الماس (DLC)
- خشن شدن سطح پلیمرها برای بهبود چسبندگی و / یا زیست‌سازگاری [۲]